# Kanton Savigny-sur-Braye
Kanton Savigny-sur-Braye (francouzsky Canton de Savigny-sur-Braye) je francouzský kanton v departementu Loir-et-Cher v regionu Centre-Val de Loire. Tvoří ho osm obcí.

## Obce kantonu
- Bonneveau
- Cellé
- Épuisay
- Fontaine-les-Coteaux
- Fortan
- Lunay
- Savigny-sur-Braye
- Sougé